# Hisatsu Orange Railway
La Hisatsu Orange Railway (肥薩おれんじ鉄道?, Hisatsu Orenji Tetsudō) è una compagnia ferroviaria giapponese del terzo settore con sede nella città di Yatsushiro che gestisce la linea ferroviaria Hisatsu Orange nelle prefetture di Kumamoto e Kagoshima.

## Storia
L'azienda è stata fondata il 31 ottobre 2002. Il 13 marzo 2004, in concomitanza con l'apertura della linea Kyūshū Shinkansen, il tratto della linea principale Kagoshima tra le stazioni di Yatsushiro e Sendai è stato trasferito dalla JR Kyushu alla Hisatsu Orange Railway ed è stato rinominata linea ferroviaria Hisatsu Orange

## Linee ferroviarie
La compagnia gestisce la linea ferroviaria Hisatsu Orange,  la linea è la più lunga del Kyūshū tra le ferrovie non JR. Dal 21 aprile 2006, quando è stata chiusa la linea Furusato Ginga (140,0 km) della Hokkaido Chihoku Kogen Railway, fino al 4 dicembre 2010, quando è stata aperta laa linea ferroviaria Aoimori (121,9 km) (gestione trasferita da JR East), è stata la più lunga linea ferroviaria del terzo settore in Giappone.
- Linea ferroviaria Hisatsu Orange (肥薩おれんじ鉄道線?): Yatsushiro - Sendai	(116,9 km, 28 stazioni)

## Materiale rotabile
L'azienda possiede 19 automotrici.

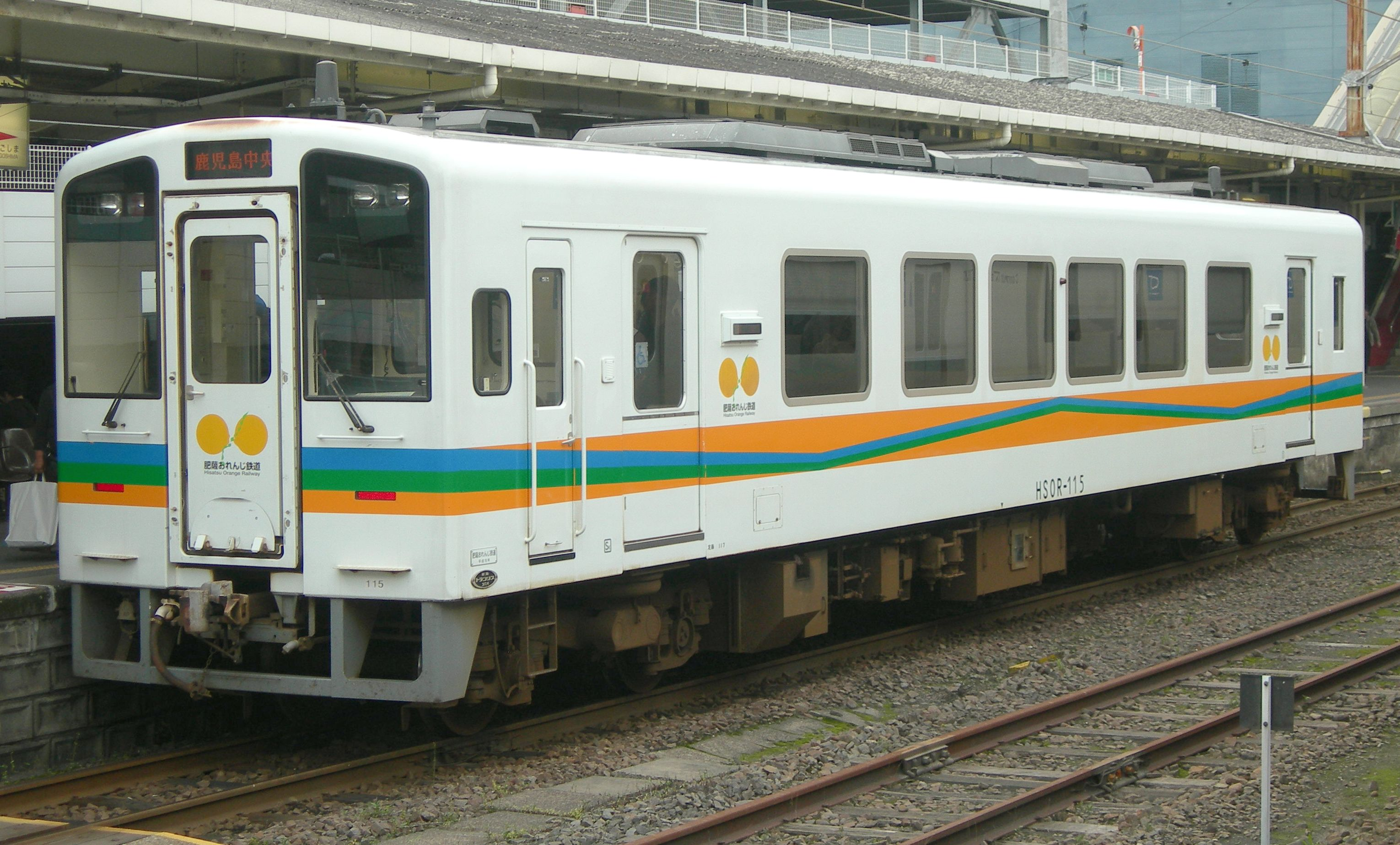
HSOR-100
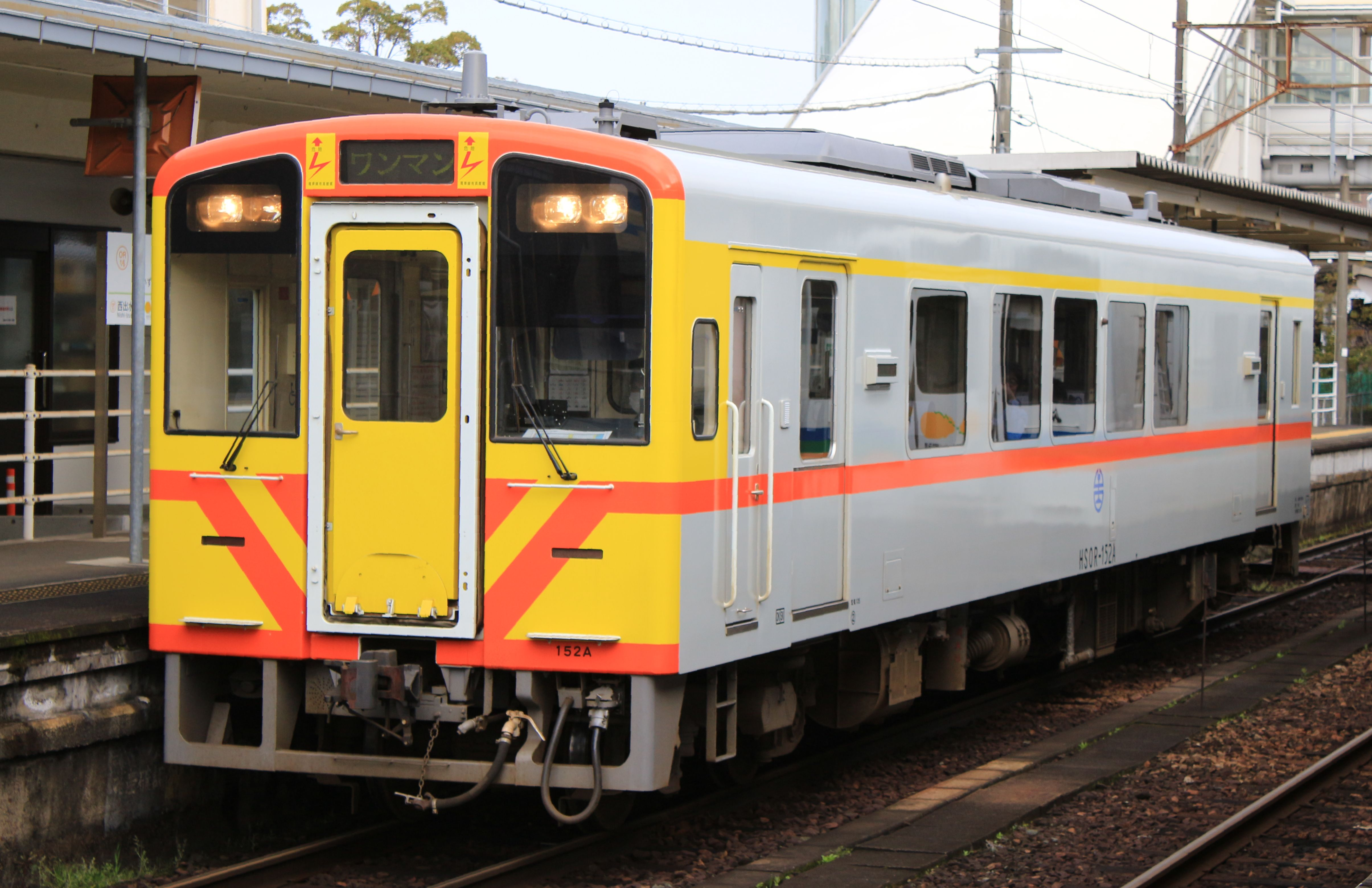
HSOR-150
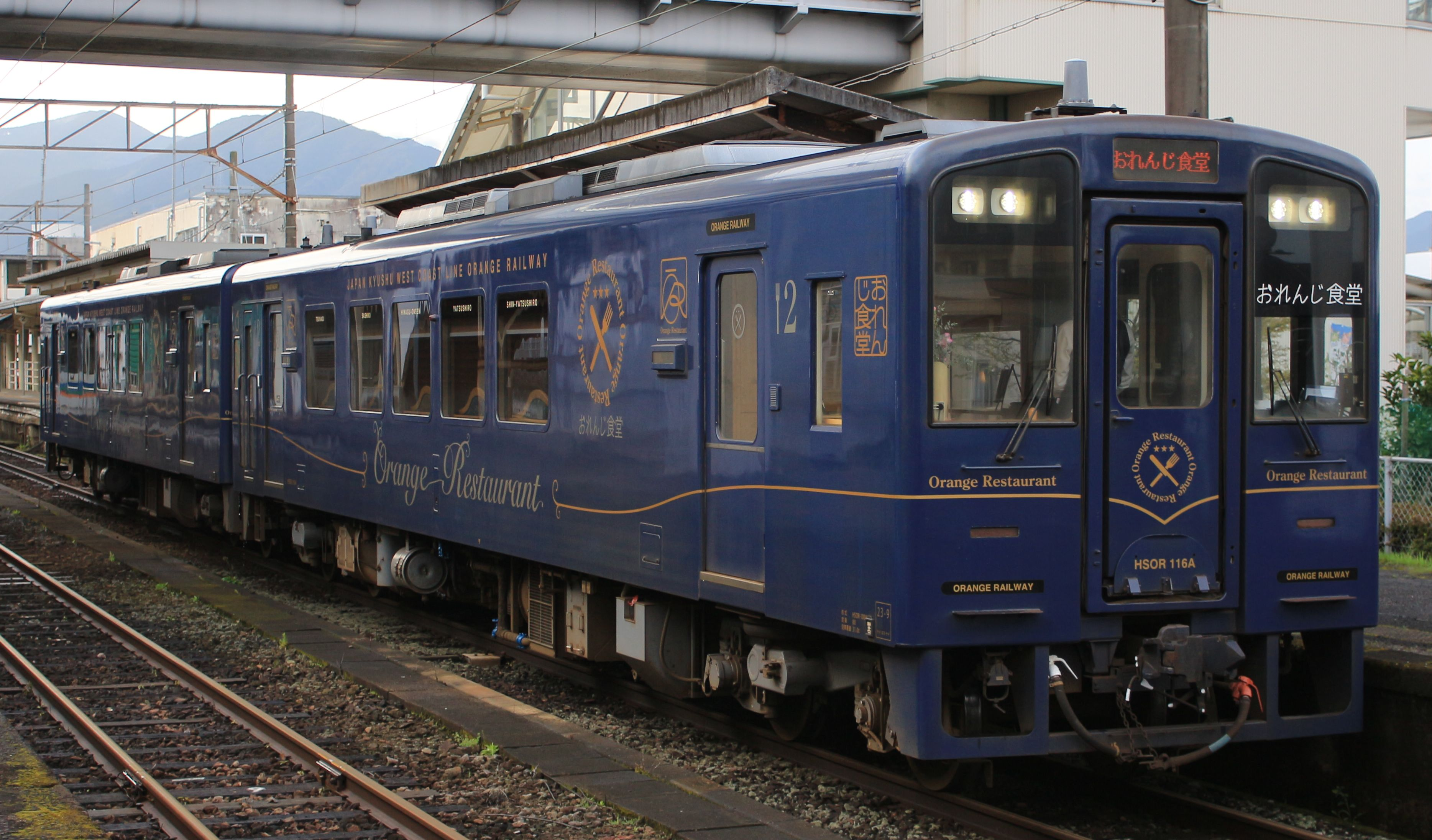
Treno turistico “Orange Shokudo”